# Croisière du Campana

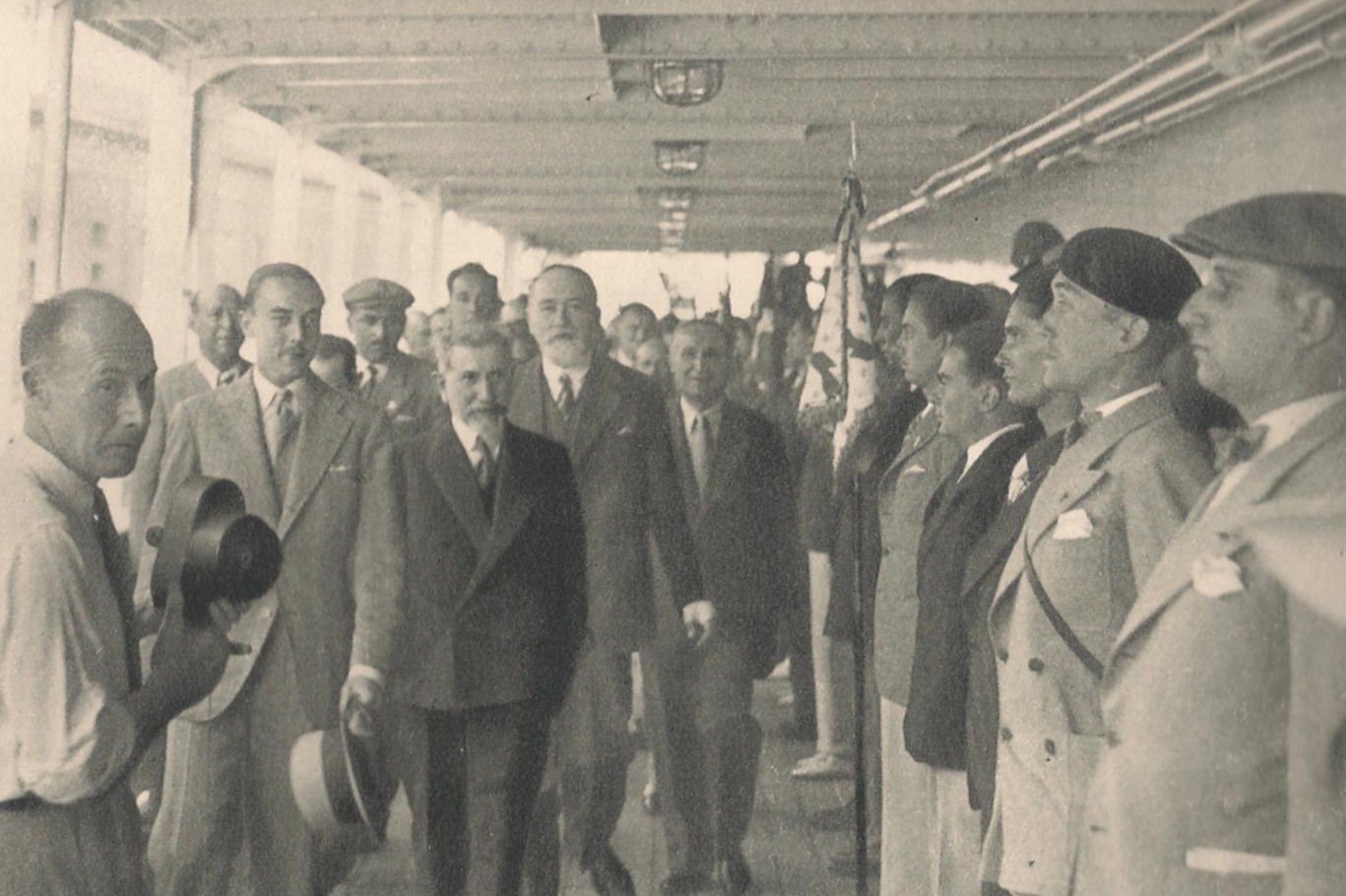
Le Comte de Paris, Charles Maurras et Maurice Pujo passent en revue les Camelots du Roi à bord du Campana le 5 septembre 1934 à Gênes.

La croisière du Campana fait référence à un voyage nautique organisé par l'Action française en mer Méditerranée du 4 septembre au 11 septembre 1934 avec la participation du Comte de Paris.

## Contexte
Charles Maurras, Maurice Pujo et Georges Calzant organisent la croisière du paquebot dénommé le Campana dans une période de fortes tensions entre l'Action française et le prétendant,. L'historien Eugen Weber rappelle les reproches formulés par Henri d'Orléans contre l'Action française :

« Après la déception du 6 février, qu'il mettait sur le compte de l'incapacité des dirigeants royalistes à « sentir le vent » et à collaborer avec ceux qui n'appartenaient pas à leur mouvement, le comte de Paris était convaincu de ce qu'on ne pouvait attendre aucune action victorieuse de la part de l'Action Française. »

En septembre 1934, l'état-major de l'Action française organise donc une croisière dans une volonté d'apaisement.

## Les étapes

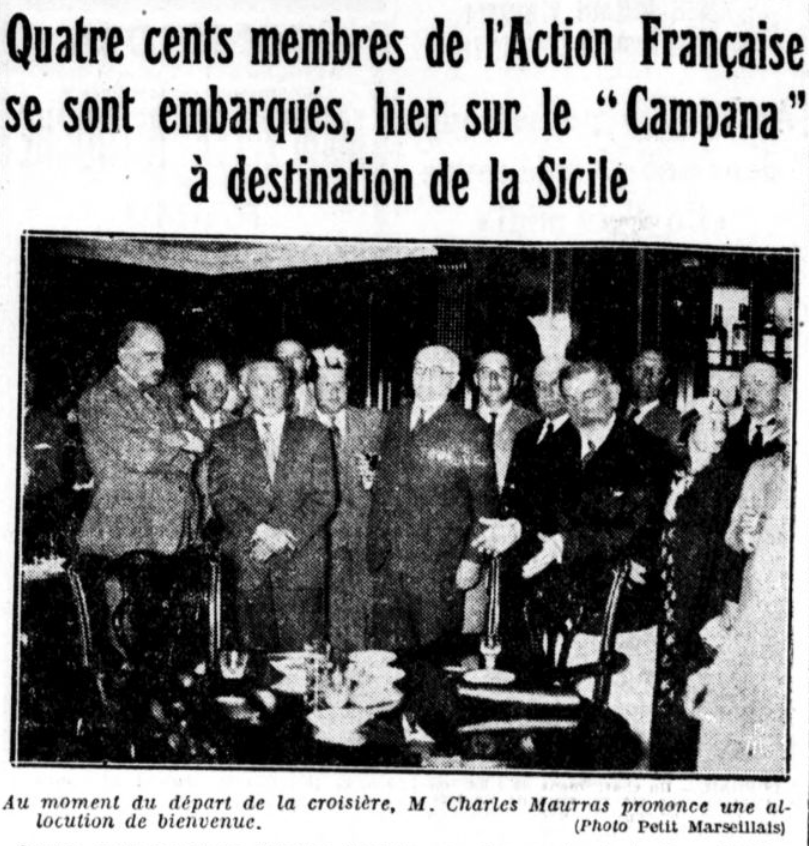
Charles Maurras à bord du paquebot Campana dans Le Petit Marseillais du 5 septembre 1934.

Le paquebot Campana commence son voyage depuis Marseille le 4 septembre 1934. Charles Maurras, Maurice Pujo, Lucien Lacour, Georges Calzant, Marcel Langlois et une myriade de militants d'Action française s'embarquent pour quelques jours sur la mer Méditerranée.

Beaucoup de militants se livrent à des démonstrations de joie à l'idée de ce voyage avec le prétendant notamment l'écrivain Georges Gaudy :

« La croisière du Campana va mettre en branle bien des cloches marseillaises, gênoises, napolitaines, palermitaines, et encore gênoises, et encore marseillaises, et surtout françaises. Mais, pour les sonner, nous ne monterons pas au clocher d'un parti. Nous sonnerons, nous parlerons au nom de la France éternelles, par-dessus les rancunes, les passions et les intérêts des factions. »

Le bateau fait une première étape à Gênes le 5 où le Comte de Paris monte à bord. En effet, étant frappé par la loi d'exil de 22 juin 1886, un embarquement depuis la France était inenvisageable pour le prétendant au trône de France. C'est lors de cette étape que Charles Maurras et le comte de Paris se croisent car le maître de l'Action française ne peut pas rester plus longtemps à bord. D'ailleurs, le comte de Paris gardera en mémoire son absence et celle de Léon Daudet :

« Cette croisière du Campana avait été organisée entièrement par l'Action française. Maurras avait débarqué alors que j'embarquais, à Gênes. Maurice Pujo était la seule « notabilité » présente. Il était comme le « pilier », le gardien de la doctrine. »

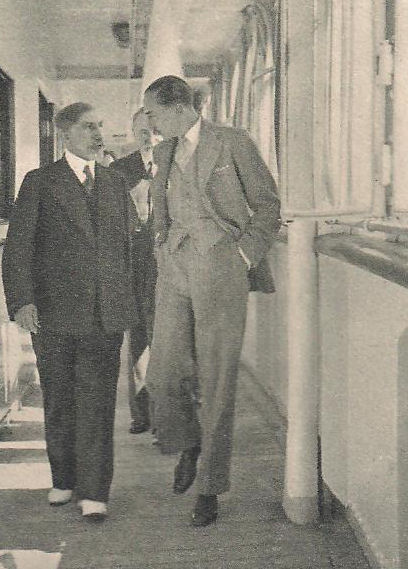
Le Comte de Paris et Charles Maurras à bord du Campana le 5 septembre 1934 à Gênes.

Le bateau fait ensuite escale à Naples le 6 septembre et à Palerme le 8. Sur le chemin du retour, le bateau fait un arrêt une dernière fois à Gênes le 10 septembre. C'est lors de cette avant-dernière étape que le prétendant quitte ses partisans. Le reste des passagers descend à Marseille le lendemain.

## Suites
Le 10 décembre 1934, le comte de Paris poursuit son émancipation progressive de l'Action française en publiant le premier numéro de son journal mensuel le Courrier royal. Entre septembre 1935, le journal devient une publication hebdomadaire. Le 22 novembre 1937, Henri d'Orléans, par l'intermédiaire d'un manifeste de son père le duc de Guise, rompt avec l'Action française.

## Sources
- Almanach de l'Action française, Paris, Nouvelle librairie nationale, 1935 (lire en ligne), « La Croisière du « Campana » », p. 31-39